# Fuxianhuia
Fuxianhuia is een geslacht van uitgestorven geleedpotigen uit het vroege Cambrium. Opmerkelijk goed bewaarde fossielen van Fuxianhuia zijn gevonden in de biota van Chengjiang. Fuxianhuia heeft primitieve kenmerken, die het dier dichtbij de stamgroep van alle geleedpotigen plaatsen.

## Uiterlijk

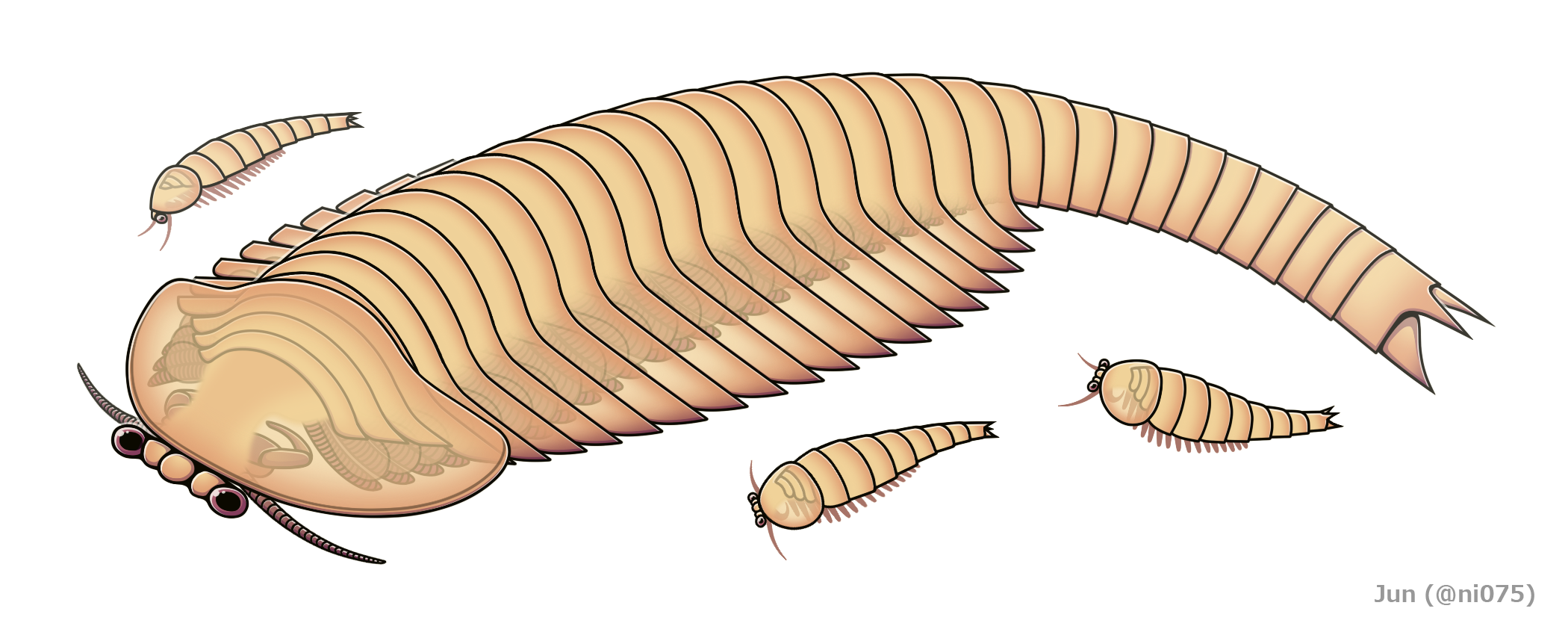
Reconstructie van Fuxianhuia protensa.

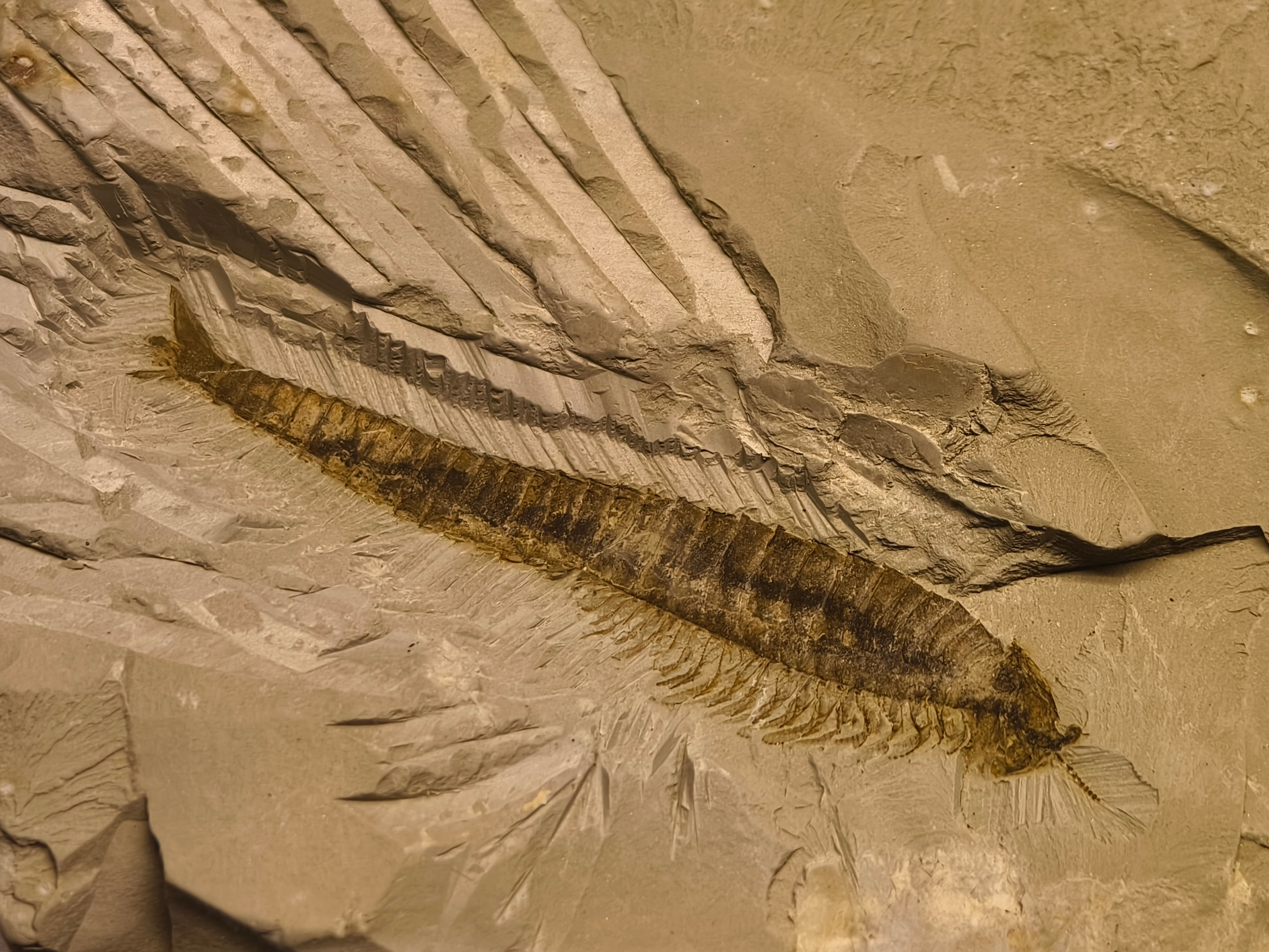
Zijaanzicht van Fuxianhuia protensa, uit de biota van Chengjiang.

Fuxianhuia komt in de biota van Chengjiang redelijk vaak voor. Er zijn honderden exemplaren bekend. Geen daarvan is langer dan 11 cm, en de meeste exemplaren zijn rond de 4 cm. 
De kop (cephalon) wordt bedekt door een kopschild en heeft twee antennes, en waarschijnlijk meerdere paren uitgroeisels bedoeld om mee te grijpen. De nek bestaat uit drie segmenten (tergieten) die de kop met de thorax verbinden. In totaal bestaat het lichaam uit ongeveer 31 segmenten, waarvan 13 tot 15 in de thorax. De staart eindigde in drie stekels. 
Het dier had tussen de 35 en 45 paar poten. De tergieten in de thorax droegen tussen de twee en vier paar poten. De poten waren tweedelig, met stevige binnenste poten voor de voortbeweging en dunne, gladde exopoden die er deels over heen vielen. De poten droegen geen stekels of klauwen.

## Ecologie
Fuxianhuia was waarschijnlijk benthisch, en mogelijk een predator. In sommige fossielen lijkt de maaginhoud te herkennen: deze bestond uit modder en mogelijke overblijfselen van prooidieren. Aan de andere kant komen de primitieve poten onhandig over, alsof het dier niet erg snel kan zijn geweest.

## Cladistiek
De afwezigheid van uitsteeksels aan de poten is een primitief fenomeen. Fuxianhuia heeft echter ook kenmerken die verder ontwikkeld zijn, zoals de uitsteeksels op de kop om mee te grijpen. Fylogenetisch is de positie niet geheel duidelijk, maar de meeste onderzoekers plaatsen het dier in een groep die dicht bij de stam van de geleedpotigen ligt.